# Chloropinae

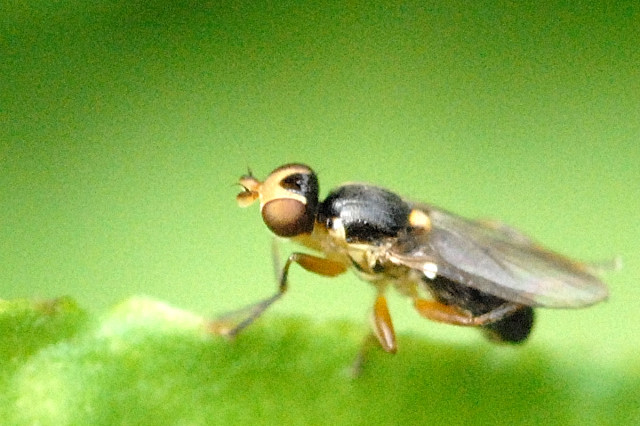
Cetema sp.

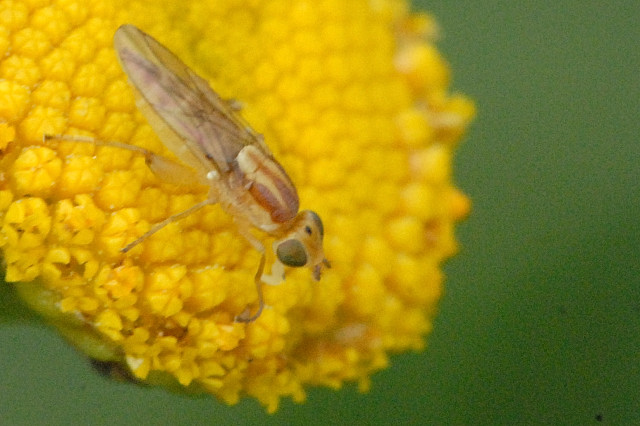
Meromyza sp.

Chloropinae (лат.) — подсемейство Злаковых мух из семейства Chloropidae, наиболее эволюционно продвинутое в его составе. Встречаются повсеместно.

## Описание
Мелкие мухи длиной несколько мм. Характерен остаток слившихся церок — мелкий склерит мезолобус (в целом наблюдается редукция церок в гениталиях самцов); гипандрий самцов открытый с двойным сочленением; редукция прегенитального синсклерита и хетотаксии; оцеллярные щетинки расходящиеся (направлены вперёд и в стороны); размеры тела относительно крупнее, чем у представителей других подсемейств злаковых мух. В ходе своей эволюции в подсемействе Chloropinae произошёл переход сначала к обитанию в стеблях травянистых растений и на следующем этапе — к фитофагии. Среди представителей преобладают фитофагия, и лишь в наиболее генерализованных трибах сохраняются исходные хищничество или сапрофагия. Разнообразная группа, включающая около 60 родов и 8 подсемейств.
Личинки нескольких видов рода Thaumatomyia известны как хищники корневых тлей. Род Pemphigonotus включает, по крайней мере один вид, обнаруженный в ассоциации с гниющими крабами на океанских побережьях.

## Систематика
Разнообразная группа, включающая около 1000 видов, 75 родов (более 860 видов).
Признана монофилия подсемейства, в котором в 2020 году выделены 10 триб, включая три новых: Chloropellini trib. nov., Chloropini, Chloropsinini trib. nov., Diplotoxini, Eurinini stat. nov., Lasiosinini, Mepachymerini, Meromyzini, Mindini и Pseudothaumatomyini. Восемь родов сохранены в неопредённом статусе incertae sedis. Есть убедительные доказательства того, что роды Chlorops и Ectecephalina являются парафилетическими.

Chloropinae
- Anthracophagella Andersson, 1977
- Archimeromyza Deeming, 1981
- Assuania Becker, 1903
- Bathyparia Lamb, 1917
- Binatang Riccardi et Amorim, 2020
- Camarota Meigen, 1830
- Capnotera Loew, 1866
- Centorisoma Becker, 1910
- Cerais van der Wulp, 1881 (= Euryparia Becker, 1911)
- Cetema Hendel, 1907 (= Centor Loew, 1866, Centorella Strand, 1928).
Sottogeneri: C. (Cetema), C. (Archecetema)
- Chloromerus Becker, 1911
- Chloropella Malloch, 1925
- Chlorops Meigen, 1803 (= Anthracophaga Loew, 1866, Cotilea Lioy, 1864, Lasiochlorops Duda, 1934, Oscinis Latreille, 1804).
Подроды: C. (Asianochlorops), C. (Chlorops), C. Sclerophallus
- Chloropsina Becker, 1911 (= Globiops Andersson, 1977)
- Chromatopterum Becker, 1910
- Collessimyia Spencer, 1986
- Cryptonevra Lioy, 1864 (= Haplegis Loew, 1866). Sottogeneri: C. (Cryptonevra), C. (Neohaplegis)[6]
- Desertochlorops Nartshuk, 1968
- Diplotoxa Loew, 1863 (= Anthobia Lioy, 1864, Apterosoma Salmon, 1939).
Подроды: D. (Diplotoxa), D. (Diplotoxoides)[6], D. (Pseudopachychaeta)
- Ectecephala Macquart, 1851 (= Leptotrigonum Becker, 1912)
- Elachiptereicus Becker, 1909 (= Opsiceras Seguy, 1946)
- Elliponeura Loew, 1869
- Ensiferella Andersson, 1977
- Epichlorops Becker, 1910
- Eurina Meigen, 1830
- Eutropha Loew, 1866 (= Pseudoformosina Malloch, 1938)
- Homalura Meigen, 1826
- Homaluroides Sabrosky, 1980
- Lagaroceras Becker, 1903
- Lasiosina Becker, 1910 (= Euchlorops Malloch, 1913)
- Lieparella Spencer, 1986
- Luzonia Frey, 1923 (= Coniochlorops Duda, 1934)
- Melanum Becker, 1910
- Mepachymerus Speiser, 1910 (= Steleocerus Becker, 1910)
- Merochlorops Howlett, 1909 (= Coomanimyia Seguy, 1938, Formosina Becker, 1911)
- Meromyza Meigen, 1830 (= Aschabadicola Frey, 1921).
Подроды: M. (Meromyza), M. (Nippomera)
- Meromyzella Andersson, 1977
- Metopostigma Becker, 1903
- Neochloropsina Riccardi et Amorim, 2020
- Neodiplotoxa Malloch, 1914 (= Merectecephala Duda, 1930)
- Neoloxotaenia Sabrosky, 1964 (= Loxotaenia Becker, 1911)
- Pachylophus Loew, 1858
- Paraeurina Duda, 1933
- Parectecephala Becker, 1910 (= Assuania Malloch, 1931)
- Pemphigonotus Lamb, 1917 (= Minda Paramonov, 1957)
- Phyladelphus Becker, 1910
- Platycephala Fallén, 1820
- Platycephalisca Nartshuk, 1959
- Pseudochromatopterum Deeming, 1981
- Pseudothaumatomyia Nartshuk, 1963
- Psilochlorops Duda, 1930
- Semaranga Becker, 1911
- Siphlus Loew, 1858
- Steleocerellus Frey
- Stenophthalmus Becker, 1903
- Terusa Kanmiya, 1983
- Thaumatomyia Zenker, 1833 (= Chloropisca Loew, 1866, Pseudochlorops Malloch, 1914)
- Thressa Walker, 1860 (= Chalcidomyia Meijere, 1910, Hemisphaerisoma Becker, 1911, Uranucha Czerny, 1903)
- Trichieurina Duda, 1933
- Trigonomma Enderlein, 1911 (= Beckerella Enderlein, 1911)
- Xena Nartshuk, 1964